# Stříbrnice, Uherské Hradiště
Stříbrnice là một làng thuộc huyện Uherské Hradiště, vùng Zlínský, Cộng hòa Séc.